# بردية بولاق 18
بردية بولاق 18 هي وثيقة إدارية من مصر القديمة. تحتوي على حسابات قصر في طيبة تعود إلى الأسرة الثالثة عشرة (حوالي 1750 قبل الميلاد). تسجل البردية أسماء مسؤولي القصر والحصص التي تلقوها يوميًا. من بين المسؤولين المهمين المذكورين، على سبيل المثال الوزير عنخو، وكذلك الملكة إيا. لذلك، تعد الوثيقة ذات أهمية تاريخية كبيرة. كما تُبلغ عن رحلة الملك إلى المعبد في المدامود وتُبلغ عن وصول وفد من النوبيين.

## الاكتشاف
في عام 1860 م، تم العثور على بردية بولاق 18 في قبر كاتب المقر العظيم نفرحتب في دراع أبو النجا بواسطة أوجوست مارييت. وهي موجودة الآن في المتحف المصري في القاهرة.

## الأشخاص المذكورون
- [...] (الملك) الاسم تالف
- إيا (الملكة)
- عنخو (الوزير)
- عابني (المشرف الأعلى)
- تيتي (المعروف لدى الملك)
- رنسنبي (رئيس مجلس عشرة الصعيد)
- سنب (رئيس مجلس عشرة الصعيد)
- ديدوسوبيك (رئيس مجلس عشرة الصعيد)
- سنيب (المعروف لدى الملك)
- سنبف (المعروف لدى الملك)
- حاعنخف (حامل الختم الملكي، مشرف الحقول)
- سوبك حتب (ضابط طاقم الحاكم)، قارن سوبك حتب الثالث.
- يوسنيب (رئيس مجلس عشرة الصعيد)
- رسنب (الكاتب الرئيسي للوزير)، قارن ابن الوزير عنخو

إلى جانب الملكة، تُذكر أفراد عائلة الملك الآخرون. يشمل هؤلاء ابن الملك ردينفني، وكذلك عدة شقيقات للملك: سنيتسن، رينري، بيبي عات، بيبي شريت، بسشو، حورمحب، نفرتييو، خيميميت وزثانتور.

## النظريات
يتم مناقشة تاريخ الوثيقة بالضبط. الاسم الملكي تالف بشدة. كان العلماء في السابق يحددون الملك المعني بـ سخم رع خو تاوي سوبك حتب، لكن الدراسات الحديثة، خاصة بواسطة كيم ريهولت، قادت إلى تحديد الملك إما بـ إميرا مشعو أو سحتب كا رع إنتف. أما نشر البردية الكامل الجديد في عام 2019 بواسطة شافيك علام فيقرأ الخرطوشة التالفة جزئيًا كـ آميني.... سوبك حتب (سخم رع خو تاوي سوبك حتب).

## الطبعات الرئيسية
- A. Mariette: Les papyrus egyptiens du Musee de Boulaq vol. II, Paris 1872
- A. Scharff: Ein Rechnungsbuch des königlichen Hofes aus der 13. Dynastie, In Zeitschrift für ägyptische Sprache und Altertumskunde 57 (1922), S. 51-68, Tafeln 1**–24**
- Schafik Allam: Hieratischer Papyrus Bulaq 18. 2 volumes, Tübingen 2019

## روابط خارجية
- Les papyrus égyptiens du Musée de Boulaq (Band 2) at Heidelberg historische Bestände.